# ベドーヴイ (ロシア海軍駆逐艦)
| ベドーヴイ |                                                            |
| 艦歴       |                                                            |
| 発注:      |                                                            |
| 起工:      | 1901年                                                     |
| 進水:      | 1902年5月4日                                               |
| 竣工:      |                                                            |
| 就役:      | 1902年9月5日                                               |
| 投降:      | 1905年5月28日                                              |
| その後:    | 大日本帝国海軍駆逐艦皐月となる。                           |
| 要目       |                                                            |
| 排水量:    | 440トン                                                    |
| 全長:      | 垂線間長：64.1m                                            |
| 全幅:      | 6.4m                                                       |
| 深さ:      | 2.82m                                                      |
| 機関:      | 3気筒3段膨張レシプロ2基 ヤーロー缶4基 2軸推進、5,700馬力   |
| 速力:      | 26.11ノット                                                |
| 航続距離:  | 1200海里                                                   |
| 燃料:      | 石炭：80トン                                               |
| 乗員:      | 士官4名、乗員62名                                          |
| 兵装:      | 50口径75mm単装砲1基 35口径47mm単装砲5基 381mm水上発射管3門 |

ベドーヴイ（ロシア語: Бедовый, Бѣдовый）は、ロシア帝国海軍のブイヌイ級駆逐艦である。日本海海戦で大日本帝国海軍に捕獲され、後に皐月となった。

## ロシア時代
第二太平洋艦隊に配属され、1904年8月29日クロンシュタットを出港した。
1905年5月28日、日本海海戦においてジノヴィー・ロジェストヴェンスキー中将を乗せ撤退中、漣に捕捉され投降した。

## 日本時代
捕獲された後、皐月として大日本帝国海軍に所属することとなる。